# Parhorboan
Parhorboan is een bestuurslaag in het regentschap Tapanuli Utara van de provincie Noord-Sumatra, Indonesië. Parhorboan telt 1774 inwoners (volkstelling 2010).